# Анталкидов мир
Анталкидов мир, также Царский мир — мирный договор, подписанный летом 387 года до н. э. между представителями греческих полисов, гарантом которого выступала Персия. Назван по имени спартанского военного деятеля и дипломата Анталкида.

## Предыстория
Когда послы собрались, Тирибаз, указав на царскую печать, прочёл грамоту. Вот что было в ней написано: «Царь Артаксеркс считает справедливым, чтобы ему принадлежали все города Азии, а из островов — Клазомены и Кипр. Всем прочим же эллинским городам, большим и малым, — должна быть предоставлена автономия, кроме Лемноса, Имброса и Скироса, которые по-прежнему остаются во власти афинян. Той из воюющих сторон, которая не примет этих условий, я вместе с принявшими мир, объявляю войну на суше и на море и воюющим с ними окажу поддержку кораблями и деньгами.»
После уничтожения лакедемонского флота персами под предводительством афинянина Конона в сражении при Книде (в начале августа 394 года до н. э.) Спарта утратила своё владычество на море и над всеми прибрежными городами Малой Азии и прилегающими к ней островами. С другой стороны, успехи спартанского оружия в беотийско-коринфской войне, несмотря на победы при Немейском Коринфе и Коронее, в общем были настолько незначительны, что спартанцы увидели себя вынужденными изменить политику. В Спарте поняли, что невозможно долго отстаивать своё господство на суше и на море одновременно против персов и против союза государств Северной и Средней Греции. Поэтому решено было отказаться от греческих городов в Малой Азии, чтобы по возможности с помощью персов снова возвратить Спарте её прежнюю гегемонию в европейской Греции. Спартанцы отправили хитрого дипломата Анталкида к Тирибазу, персидскому наместнику в Сардах, для открытия переговоров в этом направлении. Первые попытки (392 год до н. э.) не имели особенного успеха; но Анталкиду всё-таки удалось настроить персов в пользу новой политической программы Спарты и поселить подозрения к деятельности Конона в пользу Афин. Несколько лет спустя (388 год до н. э.) Анталкид, сделавшийся тем временем спартанским навархом в азиатских морях, возобновил свою попытку в Сузах перед царём Артаксерксом II Мнемоном, который тогда был раздражён против афинян за поддержку, оказанную ими восстанию Эвагора на Кипре.
Благодаря поддержке Тирибаза Анталкид добился принятия всех своих предложений и в сопровождении его вернулся в Малую Азию. Истощённые долговременной войной, остальные греческие государства согласились отправить послов в Сарды, чтобы из уст Тирибаза выслушать волю царя.

## Основные положения
Главнейшие статьи Анталкидова мира заключались в следующем:
1. греческие города Малой Азии и Кипра должны признать над собою верховную власть Персии[1];
2. все другие греческие города, большие и малые, остаются независимыми;
3. всякому, кто откажется подписать условия этого мира, будет объявлена война Персией и теми, кто принял мирные условия.

## Значение
Наблюдение за исполнением условий договора персидский царь возложил на спартанцев. Позорная сторона этого мира, главным образом, заключается в том, что единоплеменники греков в Малой Азии отданы были в жертву варварам и что персидский царь сделался верховным третейским судьёй даже в Элладе. Но зато восстановление автономии всех, даже малых греческих государств, дало спартанцам возможность снова утвердить свою гегемонию над Грецией.

Чего не мог добиться Ксеркс, добился Артаксеркс: персидский царь распоряжался Грецией, как своей, и притом — не введя в неё ни одного солдата.
— М. Л. Гаспаров. Занимательная Греция